# Pankiejewo
Pankiejewo (ros. Панкеево) – wieś (ros. деревня, trb. dieriewnia) w zachodniej Rosji, w sielsowiecie zacharkowskim rejonu konyszowskiego w obwodzie kurskim.

## Geografia
Miejscowość położona jest nad rzeką Prutiszcze i jej dopływie Wabli w dorzeczu Sejmu, 11 km od centrum administracyjnego sielsowietu (Zacharkowo), 9,5 km na południowy wschód od centrum administracyjnego rejonu (Konyszowka), 55,5 km na północny zachód od Kurska.
We wsi znajduje się 60 posesji.
Klimat
Miejscowość, jak i cały rejon, znajduje się w strefie klimatu kontynentalnego z łagodnym ciepłym latem i równomiernie rozłożonymi opadami rocznymi (Dfb w klasyfikacji klimatów Köppena).

## Demografia
W 2010 r. miejscowość zamieszkiwało 17 osób.